# دن فلدر
دن فلدر (به انگلیسی: Don Felder) (زاده ۲۱ سپتامبر ۱۹۴۷) خواننده آمریکایی است.
او عضو گروه ایگلز است.